# Jean-Louis Bos
Jean-Louis Bos est un pilote automobile de courses de côte français.

## Palmarès

### Titres
- Champion d'Europe de la montagne, catégorie Racing Car, en 1981 sur Lola T298-BMW (Gr. 6);
  - Vice-champion de France de la montagne, en 1979 sur Lola T 298-BMW;
  - Vice-champion de France de la montagne du Groupe 1, en 1975 sur BMW 30 CSI;
  - 6e du championnat français en 1976, 8e en 1977;

### Victoires notables en championnat d'Europe
(majoritairement l'année de son titre continental)
- Vuillafans, en 1976;
- Macerata, en 1979;
- Cosenza, en 1980;
- Puig Mayor, en 1980;
- Alpl, en 1981;
- Dobratsch, en 1981;
- Montseny, en 1981;
- Serra da Estrela, en 1981;
- Potenza, en 1981;
- Mont-Dore, en 1981.